# ハスケル・カリー
ハスケル・ブルックス・カリー（Haskell Brooks Curry、1900年9月12日 – 1982年9月1日）は、アメリカ合衆国の数学者、論理学者である。コンビネータ論理の開拓者として知られ、関数型プログラミング言語の基礎にも大きな影響を与えた。

## 生涯
カリーは1900年9月12日、マサチューセッツ州ミリスで教育者サミュエル・サイラス・カリーの子として生まれた。ハーバード大学に入学し、当初は医学を志すが、後に数学に転向し、1920年に卒業した。同大学で1924年にA.M.（修士号）を取得後、ゲッティンゲン大学へ進学し、ダフィット・ヒルベルトに師事する。1929年、コンビネータ論理に関する論文で博士号を取得した。この研究は、モーゼス・シェーンフィンケルが導入したコンビネータ論理に関する1920年の講義記録に触発されたものである。
カリーはキャリアの初期にハーバード大学（1926年 - 1927年）およびプリンストン大学（1927年 - 1928年）で教鞭を執った。1929年にはペンシルベニア州立大学の数学助教授となり、1966年まで35年以上にわたり在籍した。第二次世界大戦中には、フランクフォード兵器廠の数学者、ジョンズ・ホプキンズ大学応用物理研究所の研究員として、アメリカ政府の応用数学業務に従事した。また、1945年から1946年にはENIACプロジェクトにも携わった。1966年からはアムステルダム大学の数学教授、および基礎研究所の所長を務めた。

## 研究業績
カリーの研究は主に数理論理学、特にコンビネータ論理の分野に集中している。

### コンビネータ論理
カリーはコンビネータ論理の発展において最も重要な貢献者であり、その分野の開拓者と認識されている。コンビネータ論理は、特定の種類の関数型プログラミング言語の理論的基礎となっている。その表現力と応用範囲は、アロンゾ・チャーチが提唱したラムダ計算と極めて類似しているが、近年はラムダ計算の方がより広く普及している。カリーはロバート・フェイズと共著で、この分野の主要な著作である『コンビネータ論理』（Combinatory Logic）を1958年に発表した。

#### カリーのパラドックス
1942年には「カリーのパラドックス」を発表した。これは、否定を用いずに矛盾を導き出すことができる論理的パラドックスであり、自己参照的な言明から生じるアンチノミー（二律背反）を示すものである。

### その他の貢献
カリーはまた、「カリー化（Currying）」と呼ばれる関数の変換手法や、プログラミング言語のHaskell、Brook、Curryといった名称の由来ともなっている。彼は初期の高級プログラミング言語の一つを記述し、一般的な算術表現を1アドレスコンピュータのコードに変換する手順を初めて提示したことでも知られている。さらに、「カリー＝ハワード対応（Curry-Howard correspondence）」、すなわち命題と型が対応するという概念の提唱者の一人でもある。

### 主要著作
より一般的な数理論理学に関する研究も行い、その成果は1963年に出版された『数理論理学の基礎』（Foundations of Mathematical Logic）にまとめられている。これは、一階述語論理の構成的理論を包括的に扱った大学院レベルの教科書として広く利用された。

## 数理哲学
カリーが支持した数理哲学は、師であるヒルベルトにならい形式主義であった。彼にとって、数学の主題は数学的活動そのものによって創出されるものであり、形式的体系の定義によって生み出されるという見解を持っていた。しかし、自身の著作には直観主義論理への深い関心も示している。